# Combinació afí

Combinació afí de dos punts amb.
El conjunt de totes les combinacions afins (amb) és la recta gris que uneix els dos punts: la varietat lineal més petita que conté i.
Fixant punts auxiliars diferents s'obtenen les mateixes combinacions afins per a tot.

En matemàtiques, donat un espai afí {\displaystyle (\mathbb {A} ,V,\varphi )} sobre un cos {\displaystyle \mathbb {K} }, i un nombre finit de punts {\displaystyle p_{1},...,p_{n}\in \mathbb {A} }, una combinació afí de {\displaystyle p_{1},...,p_{n}} és un punt expressat amb una combinació lineal
{\displaystyle \sum _{i=1}^{n}{\alpha _{i}\cdot p_{i}}=\alpha _{1}p_{1}+\alpha _{2}p_{2}+\cdots +\alpha _{n}p_{n},}
amb {\displaystyle \alpha _{1},...,\alpha _{n}\in \mathbb {K} } tals que 
{\displaystyle \sum _{i=1}^{n}{\alpha _{i}}=1.}
En general, les operacions producte per escalar i suma no estan definides al conjunt {\displaystyle \mathbb {A} }, de forma que, fixat un punt auxiliar {\displaystyle {\bar {p}}\in \mathbb {A} ,} l'expressió anterior es defineix com
{\displaystyle \sum _{i=1}^{n}{\alpha _{i}\cdot p_{i}}={\bar {p}}+\sum _{i=1}^{n}{\alpha _{i}{\vec {({\bar {p}}p_{i}}}})\in \mathbb {A} }.
En aquesta expressió, les operacions suma i producte per escalar sí que estan definides, ja que s'apliquen a {\displaystyle {\vec {{\bar {p}}p_{i}}},} elements d'un espai vectorial {\displaystyle V}.
L'expressió anterior està ben definida perquè és independient del punt auxiliar {\displaystyle {\bar {p}}\in \mathbb {A} } escollit. És a dir, fixat un altre punt auxiliar {\displaystyle p'\in \mathbb {A} } arbitrari, la combinació afí obtinguda per l'anterior definició és la mateixa:
El concepte de combinació afí és fonamental en geometria euclidiana i geometria afí, perquè el conjunt de totes les combinacions afins d'un conjunt de punts formen la varietat lineal més petita que els conté. És a dir, si considerem el conjunt de punts {\displaystyle S:=\left\{{p_{1},...,p_{m}}\right\}\subseteq \mathbb {A} } i denotem com {\displaystyle \left\langle S\right\rangle } el conjunt de combinacion afins de {\displaystyle S}, aleshores